# Armas de destrucción matemática
Armas de destrucción matemática (Weapons of Math Destruction) es un libro estadounidense de 2016 sobre matemáticas escrito por Cathy O'Neil que fue nominado para el Premio Nacional del Libro 2016 por no ficción.

## Visión general
O'Neil afirma que en una variedad de campos -desde los seguros hasta la publicidad, la educación y la vigilancia- el big data y los algoritmos pueden llevar a decisiones que perjudican a los pobres, refuerzan el racismo y amplifican la desigualdad. Ella afirma que estas herramientas matemáticas problemáticas comparten tres características clave: son opacas, escalables e injustas.

## Traducciones
En 2018 se publicó la primera edición en español. (Capitán Swing. 2018, ISBN 9788494740848)